# Платформа насичених клієнтів
Rich Client Platform (RCP, платформа насичених клієнтів) — набір модулів для розробки програмного забезпечення, що складається з компонентів
- ядро;
- фреймворк для розробки;
- набір віджетів;
- засоби для роботи з файлами;
- робоче середовище (панелі, редактори, проєкції, майстри).

RCP надає програмістам засоби побудови власних застосунків на основі готових модулів. Це дозволяє знизити витрати на розробку, оскільки не потрібно самостійно розробляти типові блоки програм, а можна скористатися вже готовими відтестованими рішеннями.
Також це підвищує сумісність застосунків, що розробляються, оскільки використовується загальне API.
Прикладами застосування концепції платформи у світі вільного програмного забезпечення є Eclipse та NetBeans для платформи Java.